# Fırat Çelik
Pour les articles homonymes, voir Çelik.
Fırat Çelik (né le 25 mars 1981 à Ostfildern en Allemagne) est un acteur turc de cinéma, de télévision et de théâtre.

## Biographie
Fırat Çelik naît à Ostfildern, dans le Land du Bade-Wurtemberg dans la région de Stuttgart en Allemagne. Il est le fils unique d'une fratrie comprenant également trois filles. Fils d'immigrants turcs installés en Allemagne, ceux-ci retournent vivre en Turquie et s'installent à Tunceli dans la province de Tunceli au nord-est du pays, quand Fırat a deux ans. À ses 9 ans, sa famille émigre à nouveau en Europe et s'installe en France à Champigny-sur-Marne en banlieue parisienne. Il fait sa scolarité au collège Louise Michel à Champigny-sur-Marne puis étudie les sciences économiques et administratives au lycée Langevin Wallon. 
À 19 ans, il s'installe à Paris et commence à travailler comme mannequin et à faire des publicités.
Il prend des cours de théâtre, encouragé par ses proches. Il interprète un monologue tiré de la pièce de Molière L'Avare dans une sélection d'acteurs. Raymond Acquaviva convainc Fırat Celik de fréquenter son école du Sudden Théâtre, où il suivra des ateliers pendant un an. Alors qu'il est indécis sur son choix de carrière, il rencontre le réalisateur français Thierry Harcourt qui affirme croire en ses capacités. Il décide alors de se lancer dans une formation d'acteur.

## Carrière professionnelle
La carrière de théâtre professionnel de Fırat Çelik a débuté en 2006 avec la rencontre du réalisateur Thierry Harcourt qui l'a mis en scène le rôle de Fred dans Orange mécanique, basé sur le roman d'Anthony Burgess. En 2007, il rejoint l'équipe de théâtre de la Comédie de Paris et joue le rôle de Kevin dans Effets secondaires, mis en scène par Jean-Georges Tharaud. Dans le même temps, Fırat Çelik joue dans de nombreux courts métrages, dont le rôle principal de Lignes écrit et réalisé par Johann Bertelli.
Fırat Çelik fait ses débuts au cinéma en 2009 dans le film Welcome du réalisateur français Philippe Lioret dans un rôle mineur aux côtés de Vincent Lindon. Le film, présenté à Berlin, est également sélectionné comme film d'ouverture du Festival du film d'Istanbul la même année. À cette occasion, Fırat Çelik se rend à Istanbul pour la première fois de sa vie. Après avoir étudié des propositions de tournages dans son pays d'origine, il joue le rôle principal dans la série Kış Masalı(Le Conte d'hiver) de William Shakespeare pour la télévision turque et démarre ainsi une carrière en Turquie.
En 2010, il joue dans la série télévisée Fatmagül'ün Suçu Ne? (Quel est le crime de Fatmagül?) de Hilal Saral. Puis il joue dans la série policière 20 minutes d'Ay Production. Il prépare actuellement le long métrage de 8 secondes Bö Böcek Yapım Ve.

## Filmographie

### Cinéma
- 2009 : Welcome, film français de Philippe Lioret : Koban, l'immigré
- 2011 : Ay Büyürken Uyuyamam de Şerif Gören : Mert
- 2014 : 8 Saniye (8 secondes) de Ömer Faruk Sorak (tr) : Tayfun

### Courts métrages
- 2007 : Cosa Nostra de Élisabeth Richard : Nino
- 2010 : Lignes de Johann Bertelli : Emir

### Télévision
- 2008 : Famille d’accueil de Alain Wermus (saison 7, épisode 7 Le plus beau jour de ma vie) : İlhan
- 2009 : Kış Masalı (Le Conte d'hiver) : Masum
- 2010-2012 : Fatmagül'ün Suçu Ne? de Hilal Saral (tr) : Mustafa Nalçalı
- 2013 : 20 Dakika : Ozan Çevikoğlu
- 2014 : Firuze : Oğuz
- 2014-2015 : Gönül İşleri : Asrın
- 2015 : Poyraz Karayel : Mete Durukan

## Théâtre
- 2006 : Orange mécanique mis en scène par Thierry Harcourt d'après le film homonyme de Stanley Kubrik, à la Ménagerie du Cirque d'Hiver
- 2007 : Effets secondaires, mis en scène par Jean-Georges Tharaud : Kévin, à la Comédie de Paris
- 2014 :Tatyana de Melis Tezkan et Okan Urun à ma Üsküdar Tekel Sahnesi (Scène Üsküdar Tekel)